# 가지메스탄 연설
가지메스탄 연설(세르비아어: Говор на Газиместану), 크로아티아어: Govor na Gazimestanu)은 1989년 6월 28일 세르비아의 대통령 슬로보단 밀로셰비치가 발표한 비도브단 (오스만 제국과 세르비아 사이 일어난 1389년 코소보 전투) 600주년 기념 연설이다. 정식 명칭은 코소보 전투 600주년 기념연설(세르비아어: прославе 600 година Косовске битке)이다. 이 연설은 전투가 펼쳐진 코소보 평야에 있는 가지메스탄 전투기념비에서 이뤄졌다.
가지메스탄 연설의 주요 내용은 밀로셰비치 대통령이 이전부터 계속 언급하던 것으로, 세르비아 민족주의를 강조하며 코소보는 세르비아의 역사, 문화적 중심지이고 코소보는 세르비아의 것이라고 말했다. 연설에서는 밀로셰비치가 세르비아의 미래 국가발전에 있어서 "무장 전투"가 있을 것이라 언급했다. 많은 논평가들은 이 연설이 유고슬라비아의 붕괴와 유혈 분쟁인 유고슬라비아 전쟁을 예견한 것이라 추측했다. 하지만 밀로셰비치는 이러한 언급에 대해 부정했다.
이후 밀로셰비치는 "단일한 세르비아인은 세르비아 내의 세르비아인에게 번영을 가져다 줄 것"이라 이야기하며 통일과 세르비아 단일성을 강조하였다.
많은 세르비아인은 이를 지지하였으나 밀로셰비치에 반대하는 세르비아인 및 유고슬라비아 내 다른 민족들은 대세르비아를 주창하는 밀로셰비치가 다른 민족들을 위협한다고 부정적으로 보고 반발하였다.